# کوکوی گلوزرد
کوکوی گلوزرد (نام علمی: Chrysococcyx flavigularis) یک گونه از کوکوها از خانواده کوکویان است که در سراسر جنگل‌های بارانی گرمسیری آفریقا پراکنده‌است.